# Сражение за Охинагу
Сражение за Охинагу (исп. Batalla de Ojinaga), также известное как Взятие Охинаги, было одним из сражений Мексиканской революции и произошло 10 — 11 января 1914 года. Взятие города положило конец последнему оплоту правительственных войск президента В. Уэрты в северной Мексике.
В конце ноября 1913 года генерал Сальвадор Меркадо, командовавший федеральными войсками, приказал эвакуировать Чиуауа и направился к Охинаге, пограничному пункту с Соединенными Штатами, что позволило Франсиско Вилье 8 декабря занять столицу штата. Отводя свои войска в Охинагу, Меркадо надеялся, что если Вилья будет преследовать его до границы, то ему помогут североамериканцы, и таким образом он сможет вернуть свои войска через территорию США в столицу Мексики. Вместе с Меркадо в Охинагу ушли и отряды Паскуаля Ороско.
Панчо Вилья, назначенный Каррансой губернатором штата Чиуау, сначала послал силы Панфило Натеры (3000 человек), чтобы занять Охинагу. 31 декабря 1913 года они подошли к городу, который защищал 2500-й отряд Сальвадора Меркадо, в том числе не менее 12 генералов. По совету Вильи Панфило Натера пытался производить ночные атаки в течение трех дней, затем снова атаковал на рассвете 4 января, но из-за контратаки кавалерии Хосе Инеса Салазара был вынужден отступить к асьенде Сан-Хуан.
Когда Вилья, находившийся в Сьюдад-Хуаресе, узнал о поражении Натеры, он решил с отрядом в 1500 человек лично отправиться к Охинаге и покончить с уэртистами. 9 января, прибыв в асьенду Сан-Хуан и раскритиковав действия генералов, он приказал готовить войска к новому штурму.
10 января с утра началось выдвижение войск вильистов к Охинаге. Бригады Эрнандеса, Торибио Ортеги и Эрреры должны были замкнуть город в полукольцо, оставив свободной только сторону, обращенную к Соединенным Штатам. Около 700 человек Натеры, бригады Морелос и Контрерас, остались в резерве. Бойцы Вильи были предупреждены, что если кто от них попытается бежать, будет расстрелян.
К вечеру наступающие заняли свои позиции, артиллерия расположилась в 2500 метрах от Охинаги. Бой начался около 6 часов вечера. Бойцы Эрреры и Эрнандеса проникли в город через кладбище в направлении сторожевой башни и стали оттеснять защитников к пограничной реке Рио-Браво, в то время как с севера генерал Т. Родригес Кинтанилья подошел от ранчо Сан-Франциско. Во время боя Паскуаль Ороско приказывает вести огонь из двух орудий по территории США, очень близко к войскам генерала Першинга, чтобы спровоцировать вмешательство американцев и суметь спастись от поражения.
За считанные часы вильисты смели оборону города. Поздно ночью генерал Меркадо приказал покинуть Охинагу и перейти границу. Многие федеральные солдаты бежали, бросая винтовки, и старались переплыть на другой берег реки. Всего в США было интернировано 3352 солдата (в том числе 8 генералов) из войск уэртистов, защищавших Охинагу.
Погибли только 35 солдат революционной армии. Тела пришлось сжечь, чтобы предотвратить эпидемию тифа. Вильисты захватили 14 пушек, 100 000 патронов и 2 000 винтовок.
С взятием Охинаги конституционалисты поставили под свой контроль северную границу и теперь могли перенести борьбу во внутреннюю часть страны.

## Интересные факты
Это было первое сражение Мексиканской революции, снятое для кино голливудской компанией Mutual Films & Co., которая прислала свою команду во главе с режиссером Чарльзом Прайором; символическая и знаковая фотография Вильи, въезжающего в Охинагу на своей лошади, была сделана здесь; битву также освещали американские журналисты Джон Рид, который был корреспондентом нью-Йоркской газеты «The Masses» и журнала «Metropolitan Magazine», а также журналист и писатель Амброуз Бирс, который, возможно, погиб в бою.